# W.A.S.P.
W.A.S.P. — американская метал-группа, образованная в 1982 году и наряду с Mötley Crüe, Ratt, Quiet Riot сформировавшая лос-анджелесскую глэм-метал-сцену. Коллектив приобрёл скандальную известность в 1980-х гг. и по-прежнему сохраняет популярность, периодически выпуская альбомы и проводя гастрольные туры.
W.A.S.P. стали известны, во многом, благодаря вызывающему поведению музыкантов на сцене, шокирующим выступлениям, которые, в разное время, включали элементы пыток и пр. Подобное поведение спровоцировало несколько судебных исков, которые коллектив выиграл.
Группа по-прежнему продолжает выпускать альбомы и гастролировать, давно не используя ранние шокирующие элементы в своих выступлениях. Единственным участником, оставшимся с первого состава, является лидер W.A.S.P. — гитарист и вокалист Блэки Лолесс.

## Название группы
Блэки Лолесс, лидер группы и её идейный вдохновитель, никогда полностью не раскрывал тайну происхождения акронима, ставшего названием группы. В соответствии с надписью на обложке первого альбома и заявлениями Лолесса во время концертов, W.A.S.P. следует расшифровывать как «Мы — сексуальные извращенцы» (англ. «We Are Sexual Perverts»). В одном из первых интервью вокалист признался, что изначально название не включало в себя никаких знаков препинания, подразумевалось, что группа как беспощадное насекомое (wasp в переводе с англ. — «оса») «будет жалить вас до самой смерти». Позже с появлением точек после заглавных букв название дополнилось своим скандальным значением. Тем не менее Лолесс иногда изобретает другие трактования данного акронима — в другом интервью, уклоняясь от прямого ответа на вопрос о происхождении названия, музыкант ответил: «Мы не уверены, приятель» (англ. «We ain’t sure, pal»).
Существует также версия, что название предложил другой участник коллектива Рик Фокс (англ. Rik Fox) после того как наткнулся на шершня в саду дома Лолэсса. Предложение бас-гитариста получило поддержку в группе и коллектив обрёл название. Сам Блэки категорически отрицал не только причастность Фокса к названию группы, но и его участие в коллективе вообще.
В некоторых иллюстрациях к альбомам и синглам используется изображение диска от циркулярной пилы, в некоторых технических словарях это звучит как «wire armoured self propelled».

## История группы

### Формирование
К моменту создания группы Блэки Лолесс имел достаточный опыт участия в музыкальных коллективах: в 18 лет он начал свою карьеру в составе нью-йоркских панк-рокеров New York Dolls, перебравшись в Лос-Анджелес, выступал с Sister, London, Circus Circus. Уже в те годы стала проявляться его тяга к шокирующему имиджу, в частности Sister первыми в Лос-Анджелесе стали экспериментировать с сатанинской символикой, кровью и гримом. Именно в составе этой группы Лолесс впервые начал использовать свои первые сценические трюки, когда он ел червей и бросал крыс в электромясорубку.
В 1982 году Лолесс, накопив достаточно материала, предложил Рэнди Пайперу (англ. Randy Piper), бывшему участнику Sister, основать новую группу. Помимо них в первый состав W.A.S.P. вошли бас-гитарист Рик Фокс и ударник Тони Ричардс (англ. Tony Richards). Участие Фокса в составе W.A.S.P. Лолесс отрицает до нынешнего времени, о нём нет упоминания ни в официальной истории коллектива, ни в списке участников группы на официальном сайте. Тем не менее существуют фотографии с первой фото-сессии группы, где присутствует Фокс, также среди коллекционеров распространена первая демозапись группы, где Фокс указан как бас-гитарист. Эту информацию в одном из интервью также подтвердил Рэнди Пайпер. После того, как Фокс был уволен, ему на замену был приглашён Дон Коста (англ. Don Costa), знакомый Тони Ричардса. Новый участник отыграл с группой единственный концерт, но и его оказалось достаточно. Музыкант имел привычку прикреплять к задней стенке гитары металлическую тёрку зубцами вверх, во время концерта он переворачивал гитару и бил рукой по тёрке, пока не начинала литься кровь. Лолесс посчитал, что такая манера поведения привлекает слишком много внимания зрителей к бас-гитаристу, в результате чего Коста был уволен.
После увольнения Коста в группу был приглашён гитарист Крис Холмс (англ. Chris Holmes), Блэки Лолесс по этой причине сменил гитару на бас-гитару.

### Дорога к успеху (1980-е)
Уже с конца 1982 года группа начинает активно гастролировать (первый концерт W.A.S.P. состоялся в клубе «The Woodstock», Orange County), а в мае 1983 года музыканты уже смогли собрать 3000 слушателей в Santa Monica Civic Hall. Тем не менее финансовое положение музыкантов оставалось плачевным: большая часть гонораров тратилась на выпивку и женщин. Поскольку по этой причине сценические костюмы W.A.S.P. не могли приобрести, они создавали их сами: так отчим Криса, электросварщик по профессии, изготовил для Блэки диск от циркулярной пилы, который музыкант прикреплял к бандажу в области паха.

Первый стабильный состав группы W.A.S.P. (слева направо — Рэнди Пайпер, Блэки Лолесс, Тони Ричардс, Крис Холмс)

В том же 1983 году один из концертов группы посетил менеджер Iron Maiden Род Смоллвуд (англ. Rod Smallwood). Впечатлённый выступлением, он решил посодействовать в заключении контракта группы с компанией звукозаписи. В начале 1984 года W.A.S.P. были подписаны на Capitol Records и приступили к записи дебютного альбома W.A.S.P.. Первый сингл группы получил название «Animal (Fuck Like A Beast)», он быстро привлёк широкий интерес к группе, во многом благодаря скандальному содержанию заглавной песни, но вместе с тем вызвал массу негативных откликов в прессе и был запрещён к ротации на радио. Capitol Records поначалу согласились издать диск в Европе в чёрной пластиковой упаковке, с надписью, что данная запись содержит нецензурные слова. Правда, в последнюю минуту Capitol отказались и от этой идеи, и сингл был выпущен на независимом лейбле Music for Nations, который издал его в оригинальной обложке в апреле 1984 года.
Творчество группы мгновенно привлекло внимание организации Parents Music Resource Center, руководимой Типпер Гор, женой известного американского политика, будущего кандидата в президенты США Альберта Гора. Опубликовав книгу «Воспитание детей в прогнившем обществе» и использовав в качестве иллюстрации фрагменты текстов песен W.A.S.P., Гор нарушила авторские права, за что Лолесс пообещал подать встречный иск.
В августе альбом W.A.S.P. (оригинальное название предполагалось Winged Assassins) был выпущен Capitol Records, но без скандальной композиции. Песни с этого альбома («I Wanna Be Somebody», «L.O.V.E. Machine», «Sleeping (In The Fire)») стали классикой раннего творчества W.A.S.P. и по нынешнее время исполняются группой на концертах. Содержащая мистическую лирику песня «Sleeping (In The Fire)» также принесла группе славу дьяволопоклонников из-за строчек: «Почувствуй вкус любви, магии Люцифера, которая ошеломит тебя. Ты чувствуешь, что она делает и пьянеешь от любви, ты спишь в огне!»
Тем не менее слава, пусть и скандальная, позволила группе провести турне в Великобритании. Перед самым началом британской части турне, барабанщик Тони Ричардс покинул группу. Он был заменён участником группы Keel Стивом Райли (англ. Steve Riley). После окончания тура был выпущен ещё один сингл — «School Daze».
В мае 1985 года группа приступила к работе над вторым альбомом The Last Command. Диск записывался в Лос-Анджелесе, в Pasha Studios под руководством Спенсера Проффера. Запись альбома заняла 4 месяца.
В июне 1986 года был издан сингл «Wild Child», после чего группу покинул Рэнди Пайпер. Ему на замену был приглашён басист Джонни Род (англ. Johnny Rod) из группы King Kobra, что позволило Блэки переключиться обратно на ритм-гитару. Осенью W.A.S.P. выпускают ещё один сингл «9.5. — N.A.S.T.Y.», после чего отправляются в европейское турне. Одновременно с туром выходит третий альбом группы Inside the Electric Circus.

И я понял, что философия секса, наркотиков и рок-н-ролла — это, конечно, весело, но если осмотреться, то, может быть, найдётся что-то большее, о чём стоит сказать? … The Headless Children стал первой ласточкой для последующих политически мотивированных альбомов, потому что я решил, что если наше творчество не заставляет людей думать, если оно не способно провоцировать ум, то это совсем не искусство, и мы просто штампуем пластинки — чего я не хочу делать.
— Блэки Лолесс
Перед началом турне по Британии W.A.S.P. прибыли в Лондон на несколько дней раньше, чтобы выступить в «Town & Country Club» для программы «Rock around the Clock» на канале BBC2. Грандиозное завершение шоу, когда Блэки исчезает в ливне искр, посчитали неподходящим, и оно не попало на плёнку.
В 1987 году W.A.S.P. становятся пятыми в списке Кастл Донингтон, месте проведения фестиваля «Monsters of Rock» в Англии, хедлайнерами которого на этот раз выступили Bon Jovi. За неделю до фестиваля был выпущен сингл «Scream until you like it», который стал саундтреком фильму ужасов «Гоблины-2». В этом же году выходит альбом «Live… in the Raw!», на котором присутствует песня «Harder Faster», посвящённая Parents Music Resource Center.
В конце 1988 года группа дописывает следующий альбом The Headless Children в лос-анджелесской студии Baby O. Перед началом записи группу оставляет Стив Райли, и для работы в студии был привлечён Френки Банали (англ. Frankie Banali), барабанщик из группы Quiet Riot, а также известный клавишник Кен Хенсли, проживающий в то время в США. Законченный диск имел лучший звук, чем все его предшественники. К тому же альбом получился абсолютно нетипичным для группы в плане текстов: песни были посвящены самым разнообразным проблемам в мире — наркомания, войны, лицемерие политиков и детская жестокость. По этой причине Capitol Records попытались отвергнуть предложенные группой демозаписи, заявив, что музыка не похожа на то, что делали W.A.S.P. до этого, и на то, что происходит на музыкальном рынке. Однако благодаря тому, что по контракту музыканты имели решающее право на отбор материалов, запись осталась без изменений. Хотя новая пластинка оказалась сильнее своих предшественниц и критики называли её возвращением к лучшей форме группы, всё же The Headless Children не получил такого отклика, который встречали первые релизы W.A.S.P..
Сингл «Mean man» выпущен в конце февраля 1989 года, и он становится первой записью W.A.S.P., которая попадает в британский Тор 30. Не имея возможности привлечь нового барабанщика к концертной деятельности, музыканты подстраиваются под график Банали, откладывая гастроли на май. В этом же месяце вышел сингл «The Real Me» (кавер классической песни The Who с альбома Quadrophenia). Также был издан сингл «Forever Free», который достиг 25 позиции в британском чарте синглов. В это же время появляются слухи, что Крис Холмс покидает группу, а Блэки Лолесс работает над сольной пластинкой, предположительно, рок-оперой.

### Кризис и альбомThe Crimson Idol
В результате слухи оказались правдой, поскольку после окончания очередного гастрольного тура Лолесс заявил, что работает над сольной работой (рок-оперой «Алый идол» (англ. Crimson Idol) и Холмс участие в записи принимать не будет. Назывались различные причины увольнения Холмса: как предпочтение личной жизни музыке (Холмс женился на рок-певице Лите Форд), так и появление пьяным в документальном фильме «The Decline And Fall Of Western Civilisation Part II: The Metal Years» на фоне того, что группа в своей музыке стала обращаться к острым социальным проблемам, в том числе и наркозависимости.
После почти трёхлетнего перерыва в марте 1992 года выходит сингл «Chainsaw Charlie», а вслед за ним в июне — долгожданный концептуальный альбом The Crimson Idol. Запись материала к нему происходила в студии Блэки Fort Apache studios, сам музыкант выступил автором материала и его продюсером, самостоятельно записав ритм-гитару, бас, клавиши и вокал. Фрэнки Баналли покинул группу во время записи, его место занял Стет Хоуленд (англ. Stet Howland). Также на альбоме не играет Джонни Род (он позже присоединится к группе во время тура). Его место занял Боб Кулик (англ. Bob Kulick), нанятый для студийной работы. Данная пластинка, повествующая о парне, попавшем в водоворот шоу-бизнеса, стремившемся стать идолом «для миллионов глаз» и павшем с высоты успеха, многими критиками и поклонниками расценивается как вершина творчества W.A.S.P., хотя в момент своего появления она не произвела ожидаемого впечатления ни на поклонников, ни на критиков. Спустя много лет в одном из интервью Лолесс на вопрос о том, как в творчестве коллектива совмещаются легкомысленные песни вроде «Animal» и «Sex Drive», так и более серьёзные, ответил, что альбом The Crimson Idol открыл для группы совершенно новую аудиторию, которая может совершенно не пересекаться с аудиторией песни «Animal».
В августе W.A.S.P. отыграли на фестивале Monsters of Rock, возглавляемом Iron Maiden, а позднее едут с ними в турне (состав группы в этот период соответственно включал Блэки, Джонни Рода, Стета Хоуленда и Дуга Блера).
В октябре 1993 года вышел сингл «Sunset And Babylon» и вслед за ним в том же месяце появился сборник «First Blood … Last Cuts». К этому времени популярность W.A.S.P. начинает идти на спад, в адрес Лолесса сыплется всё больше критики. В результате этого, музыкант заявил, что распускает группу и впредь будет заниматься лишь сольной карьерой.

### Распад и возрождение коллектива (конец 1990-х — настоящее время)
Несмотря на это, альбом 1995 года Still Not Black Enough, записанный на студии Castle Records, вышел под именем W.A.S.P., это была личная инициатива Блэки:

Когда я начал писать альбом, то хотел отойти от стандартов W.A.S.P., но когда всё уже было готово, я понял, что многие песни сделаны в классическом стиле W.A.S.P., и было бы естественным написать, что это альбом W.A.S.P.

В это время музыкант не даёт концертов, но периодически появляется на публике, поддерживая реноме имени W.A.S.P. Расширяя рамки предыдущего альбома, Лолесс вновь обращается к темам The Crimson Idol: давлении над человеком общества и славы, поиск любви.
В марте 1997 года после возвращения Криса Холмса выходит альбом K.F.D. (Kill, Fuck, Die), пронизанный значительно более тёмным настроением. В группе также вновь играет Стет Хоуленд, а на роль бас-гитариста был приглашён Майк Дьюда (англ. Mike Duda). Концерты и шоу группы возмутительны: они включают изнасилование монашки и разрезание свиньи. W.A.S.P. подписывают новый контракт с CMC International Records, а Блэки выигрывает судебный процесс против Capitol Records и получает полный контроль над всем архивом группы.
Концертный альбом Double Live Assassins, на котором записаны выступления группы в рамках мирового тура 1997 года, выходит в Великобритании в феврале 1998 года, и в США — в июне.
В январе 1999 года Блэки сообщил название нового альбома — Helldorado. Пластинка выходит в продажу в мае, и сразу после этого группа отправляется в европейское турне. Но тур по Америке приходится отложить до февраля 2000 года из-за травмы Блэки. В марте того же года выпущен CD «The Best of the Best», включивший в себя все основные композиции W.A.S.P. за всю их историю. 22 апреля 2000 года шоу группы проходит в «Key Club» в Лос-Анджелесе. Это шоу транслируется на весь мир через Интернет. Это было значимое событие в истории W.A.S.P., ведь фанаты группы со всех континентов могли видеть концерт одновременно. Позже, в октябре, был выпущен DVD с записью этого шоу под названием «The Sting».
9 апреля 2001 года выходит в свет альбом Unholy Terror, вслед за которым группу оставляет Крис Холмс. Позже Блэки Лолесс заявил, что не имеет представления о том, чем было вызвано решение Холмса, предположив, что оно в первую очередь было сопряжено с проблемами личного характера и полностью отвергнув заявления гитариста, что он оставил коллектив после того, как Лолесс не выплатил ему обещанную сумму денег. На смену гитаристу был приглашён Дарелл Робертс (англ. Darrell Roberts). Летом 2001 года группа активно гастролирует в Европе, а осенью проводит концерты в США.
Изданный в 2002 году альбом Dying for the World был навеян военной тематикой, событиями 11 сентября в Нью-Йорке и письмами солдат, воевавших в Персидском заливе.
В апреле 2004 года W.A.S.P. издали первую часть The Neon God (с подзаголовком The Rise), концептуальный альбом об оскорбляемом и беззащитном мальчике, который обнаружил у себя способности читать мысли и манипулировать сознанием людей. Вторая часть (с подзаголовком The Demise) была издана в сентябре 2004 года. По словам Блэки, такое решение было инициировано не музыкантами, а дистрибьюторами записи, которые отказываются продавать новые двойные пластинки.
В 2005 году W.A.S.P. выступили хедлайнерами на фестивале American Metal Blast. Видеосъёмка для клипа на песню «Never Say Die» была запланирована с Ward Boult в качестве режиссёра, однако по данное время нет никаких новостей относительно этого. Этот клип мог бы стать первым в творчестве группы со времён «Black Forever» 1995 года.
Выход нового альбома «Dominator» был запланирован на октябрь 2006 года. Через несколько недель после заявления Лолесса выход записи был отложен на апрель 2007 года. Dominator достиг 72-й позиции в немецких чартах.
|            |              |          |
| Майк Дьюда | Блэки Лолесс | Дуг Блэр |

12 октября 2009 года группа выпустила свой 14-й студийный альбом Babylon.
9 октября 2015 года вышел 15-й альбом Golgotha, последний в котором принимал участие Майкл Дюпке.

## Стиль группы
В начале 1980-х гг. W.A.S.P. являлись всего лишь одной из многих групп Хеви-метал/хэйр-метала на лос-анджелесской метал-сцене. Однако скандальная слава, сопутствующая музыкантам, разительно выделяла из ряда остальных групп данного стиля, не использующих столь шокирующую атрибутику и сексистские тексты песен.
Вопреки изображаемой интеллектуальной ограниченности, которая исходила от однообразных антирелигиозных и сексуально-насыщенных песен, в 1992 году Лолесс выпустил альбом The Crimson Idol, который засвидетельствовал его куда больший потенциал как музыканта, так и автора песен. В одном из интервью музыкант признался:

Когда мы закончили работу над альбомом Crimson Idol, мы поняли, что открыли для себя совершенно новую аудиторию. У нас есть аудитория песен вроде «Animal», а есть и аудитория «Crimson Idol», и совершенно не обязательно, что они пересекаются — иногда они вообще не сталкиваются друг с другом.

## Дискография
- W.A.S.P. (1984)
- The Last Command (1985)
- Inside the Electric Circus (1986)
- The Headless Children (1989)
- The Crimson Idol (1992)
- Still Not Black Enough (1995)
- Kill Fuck Die (1997)[26]
- Helldorado (1999)
- Unholy Terror (2001)
- Dying for the World (2002)
- The Neon God: Part 1 - The Rise (2004)
- The Neon God: Part 2 - The Demise (2004)
- Dominator (2007)
- Babylon (2009)
- Golgotha (2015)
- Re-Idolized (2018)